# Mały Ferdel
Mały Ferdel (578 m n.p.m.) – szczyt w Beskidzie Niskim górujący nad Wapiennem.
Stanowi zakończenie grzbietu odchodzącego na północ od Magury Wątkowskiej, a przez szczyt przebiega wschodni kraniec granicy Magurskiego Parku Narodowego. Na południowym wschodzie szczyt graniczy z Ferdlem (648 m).
Piesze szlaki turystyczne:
- Męcina Wielka – Wapienne – Mały Ferdel (578 m) – Barwinok (670 m) – Magura Wątkowska (846 m)
- Rozdziele – Mały Ferdel (578 m)